# Sonja Sajzor
Sonja Sajzor, née le 26 janvier 1993 est une DJ, artiste visuelle, chanteuse et icône queer de Serbie. Son nom Sonja Sajzor est une combinaison du prénom de l'actrice Sonja Savić et de Patrick Sajzor.

## Jeunesse
Sajzor a grandi à Šabac, une petite ville de l'ouest de la Serbie perçue comme « conservatrice » à l'encontre des droits des personnes LGBT+. Après son coming-out, Sajzor est mise à la porte de chez ses parents et exclue de son école. Elle emménagea alors à Belgrade avec son copain, au même moment, elle fait ses débuts dans les événements de la scène LGBT+ de la ville. Après 4 mois de vie commune, Sonja et son copain sont violemment agressés dans la rue, forçant Sajzor a retourné à Šabac où elle reprit sa scolarité et tomba dans une profonde dépression.
Ses premières apparitions publiques à l'âge de 16 ans, elle participaient alors à des récitals de poésies satiriques. Elle y critiquait la politique de son pays tout en intégrant à ses textes d'autres genres artistiques comme du burlesque et des passages de stand-up.

## Carrière professionnelle
Sajzor est devenue l'une des deux premières drag queen de Serbie. Au même temps, elle faisait ses débuts sur les réseaux sociaux. Elle a commencé à partager sa transition à travers des photos et des performances artistiques disponibles en ligne sur le site Tumblr sous le nom SEDAM – 7 godine Sonje (SEPT – 7 années de Sonja).
Ses photos montrent le processus de quête du genre de Sonja depuis son adolescence jusqu'à son entrée dans l'âge adulte.
Elle a également fait la une du magazine Optimist, le seul magazine LGBT+ de Serbie.
En mars 2014, Sonja est repérée par la chanteuse croate Ida Prester qui la fit jouer dans son clip U tvojoj glavi. Après avoir gagné en popularité, Sonja revint à Belgrade et travailla comme barmaid. En juillet 2015, elle fonda The Tronic Lab, un collectif artistique visant à promouvoir les performeurs queer et la culture drag,. Ils se produisent le plus souvent dans le club Drugstore à Belgrade.
La version locale du magazine Vice réalisa un portrait de Sonja Sajzor diffusé sur la chaîne de télévision serbe Prva le 25 mars 2018. Dans ce reportage, Sajzor aborde sa transition, la lutte pour les droits des personnes LGBT+, la culture drag, l'art et ses combats quotidiens.

## Musique
Elle liste Siouxsie Sioux, Nina Hagen, Lydia Lunch et Lene Lovich parmi ses principales influences. À 13 ans, Sonja vit à la télévision la performance des Scissors Sisters sur la scène du festival Exit à Novi Sad en Serbie. C'est à partir de ce moment là qu'elle commença à s'intéresser à la culture drag. En tant que chanteuse, ses textes parlent de peines de cœur et d'histoires d'amour impossible.
Sonja s'intéresse à la musique électronique depuis son plus jeune âge. Elle est aussi DJ et ses sons mixent différents genres musicaux comme la witch house, l'électro indie et le cyber pop. Elle a une certaine nostalgie pour la musique et les sons de la fin des années 1990 et début des années 2000.
En fin d'année 2018, Sajzor a sorti son premier album intitulé Prudence. Elle est l'autrice de tous les textes de l'album tandis que le duo art pop Ensh a réalisé la musique.

## Discographie

### Album
- Prudence (2018)

### Single
- Heartbroken ft. Ensh (2017)
- Loner's Lament (2017)
- Fragile Blues (2018)
- All Hell Breaks Loose (2018)